# Уосп (CV-7)
„Уосп (CV-7)“ (на английски: USS Wasp (CV-7)) е лек самолетоносач на ВМС на САЩ, шести американски военен кораб с такова име.

## История
Поръчан е за изработване на 1 април 1936 година, на корабостроителницата в Куинси, щата Масачузетс. Спуснат е на вода на 4 април 1939 година.
През 1940 година е изпратен в Атлантика, където се присъединява към „Неутрален патрул“.
Активно участва във Втората световна война. През пролетта на 1942 година, „Уосп“ участва в няколко доставки на изтребители Спитфайър, от Великобритания до Средиземно море, до обсадения от Нацистка Германия остров Малта.
Получава заповед за преминаване в Тихия океан, кедето е преведен същата година.
На 15 септември 1942 година, по време в което изтребителите от неговото авиокрило покриват ескорт от американски кораби, самолетоносача е атакуван от японска подводница I-19 (с командир Такаити Кинаси). В резултат на атаката, кораба е поразен от две торпеда, повреждайки го непоправимо.
Тъй като е невъзможно да бъде спасен (кораба е силно накренен, с пробит под ватерлинията борд), по заповед на командването „Уосп“ е потопен от американския есминец „Ленсдаун“.